# Siriella tadjourensis
Siriella tadjourensis är en kräftdjursart som beskrevs av Nouvel 1944. Siriella tadjourensis ingår i släktet Siriella och familjen Mysidae. Inga underarter finns listade i Catalogue of Life.